# Сањалица (ТВ серија)
Сањалица (тур. Erkenci Kuş) је турска љубавно-хумористичка телевизијска серија чији су сценаристи Асли Зенгин и Бану Зенгин Так, док главне улоге тумаче Демет Оздемир, Џан Јаман, Озлем Токасан, Џихан Ерџан, Ознур Серчелер, Биранд Тунча и Берат Јенилмез. Премијерно се емитовала од 26. јуна 2018. до 6. августа 2019. године.
У Србији се емитовала од децембра 2020. године до маја 2021. на каналу Прва, титлована на српски језик.

## Радња
Нихат (Берат Јенилмез) је глава породице Ајдин, који болује од астме, због чега се слабо креће и доста времена проводи код куће. Радује се јутарњем сунцу, а како би могао да ужива у њему његова ћерка Санем Ајдин (Демет Оздемир) рано устаје и отвара прозоре. Нихат обожава Санем и због тога је из милости зове „птица раноранилица”. Поред тога Санем  жели да постане писац и да живи на острву Галапагос. Она ради у продавници свог оца, али је притиснута од стране родитеља да се определи између уговореног брака са комшијом Музафером и проналажења одговарајућег посла.
Санем је за разлику од своје старије сестре Лејле (Ознур Серчелер) природна и весела, млада, љупка девојка. Док Лејла по цео дан ради у маркетиншкој агенцији "Сјајна идеја". Када Санем сазна да у тој агенцији траже раднике, аплицира за посао.
Власник маркетиншке агенције, Азиз Дивит (Ахмет Сомерс), има два сина: Џана (Џан Јаман) и Емреа (Биранд Тунча). Џан не воли градски живот, воли природу, бави се спортом и преферира скроман живот. Док је млађи Емре потпуна супротност брату — он је финансијски директор агенције.
Када Санем почне да ради у агенцији, убрзо схвата да посао неће ићи у складу с њеним очекивањима. Међутим, једна потпуна случајност ће довести до тога да она и Џан Дивит постану пар и тада све почиње да се мења.

## Преглед серије
| Сезона | Сезона | Број епизода | Емитовање у Турској | Емитовање у Турској | Емитовање у Турској | Српско емитовање  | Српско емитовање | Српско емитовање |
| Сезона | Сезона | Број епизода | Премијера           | Финале              | Мрежа               | Премијера         | Финале           | Мрежа            |
| ------ | ------ | ------------ | ------------------- | ------------------- | ------------------- | ----------------- | ---------------- | ---------------- |
|        | 1.     | 51           | 26. јун 2018.       | 6. август 2019.     |                     | 7. децембар 2020. | 14. мај 2021.    |                  |

## Улоге
| Глумац:           | Улога:                  | Епизода: |
| ----------------- | ----------------------- | -------- |
| Демет Оздемир     | Санем Ајдин Дивит       | 1-51     |
| Џан Јаман         | Џан Дивит               | 1-51     |
| Озлем Токаслан    | Мевкибе Ајдин           | 1-51     |
| Џихан Ерџан       | Музафер (Зеберџит) Каја | 1-51     |
| Ознур Серчелер    | Лејла Ајдин Дивит       | 1-51     |
| Биранд Тунџа      | Емре Дивит              | 1-51     |
| Берат Јенилмез    | Нихат Ајдин             | 1-51     |
| Анил Челик        | Џенгиз (Џејџеј) Оздемир | 1-51     |
| Тукче Кумрал      | Дерен Кескин            | 1-51     |
| Џерен Ташчи       | Ајхан Ишик              | 1-39     |
| Сибел Шишман      | Гулиз Јилдирим          | 1-39     |
| Али Јагчи         | Осман Ишик              | 1-37     |
| Асуман Чакир      | Ајсун Каја              | 1-38     |
| Ферди Бајџу Гулер | Мелахат                 | 1-51     |
| Ахмет Сомерс      | Азиз Дивит              | 1-51     |
| Туна Тинали       | Метин Авукат            | 1-51     |
| Огуз Окул         | Рифат                   | 1-51     |
| Кимја Гокче Ајтач | Полен                   | 1-36     |
| Ајше Акин         | Арзу Таш                | 3-4      |
| Баки Чифтчи       | Левент                  | 9        |
| Асли Мелиса Узун  | Гамзе                   | 18-23    |
| Ипек Темолџај     | Хума Дивит Ердамар      | 26-50    |
| Дилек Сербест     | Ајча                    | 51       |
| Утку Атеш         | Јигит                   | 27-46    |
| Туфан Гуначан     | Самет Хоџа              | 20-29    |
| Гамзе Топуз       | Џејда                   | 20-29    |
| Озгур Озберк      | Ензо Фабри              | 4-29     |
| Севџан Јашар      | Ајлин Јукселен          | 1-29     |